# UFC - Que Choisir
 (août 2022).
L’UFC - Que choisir, en forme longue l'Union fédérale des consommateurs - Que choisir, est une association loi de 1901 créée le 26 septembre 1951 (JO du 16 octobre 1951) par André Romieu, haut fonctionnaire du ministère de l'Économie ; elle a pour objet d'informer, de conseiller et de défendre les consommateurs. En 2023, elle réunit 135 associations locales regroupant un peu plus de 138 000 adhérents et assurant 350 points d'accueil répartis sur l'ensemble du territoire français. 
Les associations locales sont réparties sur tout le territoire français. Leurs 4 500 bénévoles assurent des permanences régulières et accueillent les consommateurs pour des conseils ou pour les aider à résoudre des litiges face à des professionnels, dans le cadre de la loi 71-1130 art. 63. 
Les acteurs et responsables de l'UFC - Que Choisir, tant au niveau national que local, sont des bénévoles.
Elle est l'une des quinze associations de consommateurs reconnues comme représentatives par les pouvoirs publics en France. Elle se présente comme fédératrice des attentes et besoins des consommateurs afin de faire pression sur les différents acteurs (industriels, grande distribution, fournisseurs de service, etc.).
L'UFC - Que Choisir agit, notamment en justice, pour que des relations équilibrées s'instaurent entre les producteurs, distributeurs et les consommateurs afin que ces derniers puissent faire valoir leurs droits. Le premier agrément lui a été délivré en 1976.

## Fédération

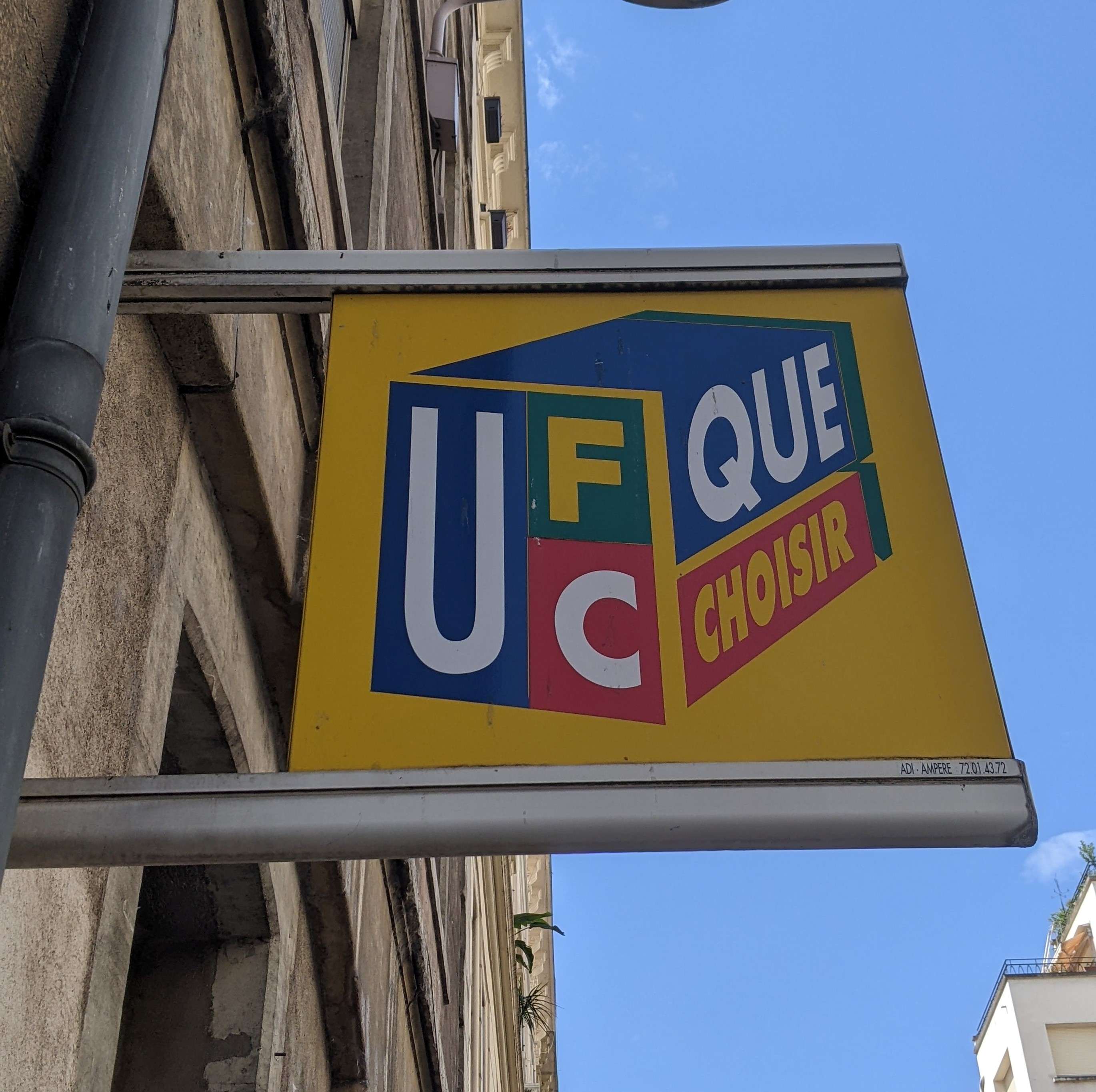
Enseigne de l’association à Lyon.

### Fonctionnement
L’assemblée générale annuelle de la fédération (réunissant les délégués des associations locales), définit les orientations et procède à l'élection de son conseil d'administration. Celui-ci, sous l'autorité du président, coordonne et met en œuvre la politique et la stratégie de la fédération.
À la tête de l'association, l'assemblée générale réunit, une fois par an, les 300 délégués des associations locales affiliées. L'assemblée générale débat des activités de l'UFC - Que Choisir et détermine ses orientations. Elle procède à l'élection des membres du conseil d'administration.
Le conseil d'administration est composé de dix à quinze membres bénévoles élus parmi les délégués des associations locales à l'assemblée générale et de deux représentants élus par le personnel.
Le conseil d’administration a créé six commissions thématiques au sein desquelles siègent les administrateurs : NTIC/commerce, santé, finances, environnement, alimentation/agriculture, logement.
Les positions politiques sont décidées en conseil d'administration. S’agissant de l’action politique, plusieurs leviers sont à la disposition de l’UFC - Que Choisir :
- l'UFC - Que Choisir est agréée pour ester en justice. Elle agit en justice pour défendre l'intérêt collectif des consommateurs, pour faire cesser des pratiques douteuses de professionnels, et pour faire évoluer la jurisprudence ;
- l'UFC - Que Choisir peut aussi mener une campagne de mobilisation de l’opinion publique (communiqués de presse, suivi des actions de lobbying, animation des commissions thématiques) pour s'assurer que le législateur tient compte de l'intérêt des consommateurs au moment de l'élaboration ou de la révision de la loi.

Les bénévoles des associations locales de l’UFC - Que Choisir traitent chaque année plus de 100 000 litiges de consommation. Ces litiges concernent tous les secteurs mais le plus souvent ceux du logement, des assurances, des banques, de l’automobile, des transports et de plus en plus ceux liés aux nouvelles formes de communication, comme internet et la téléphonie mobile.

### Objet de la fédération
L'UFC - Que Choisir a essentiellement pour objet de : 
- promouvoir, appuyer et relier entre elles les actions individuelles ou collectives des consommateurs, contribuables et usagers tendant à garantir la reconnaissance et le respect de leurs droits, la libre expression de leurs opinions et la défense de leurs intérêts tant individuels que collectifs ;
- favoriser la prise en charge des problèmes de consommation par les consommateurs eux-mêmes ;
- représenter les groupements et personnes qui se préoccupent de définir et soutenir l'action des consommateurs en vue de leur permettre de conquérir et exercer leur pouvoir dans la société, afin d'aboutir à une amélioration de leurs conditions de vie dans tous les domaines : production, distribution, services publics ou privés, marchands ou non marchands, environnement, santé, etc. ;
- réaliser ou promouvoir toutes « actions, études, recherches, essais comparatifs de biens ou de services », soit à sa propre initiative, soit en collaboration avec d'autres associations ou organismes, permettant de fournir aux consommateurs les informations et éléments de jugement utiles ;
- diffuser lesdites informations, notamment par des articles de presse ou d'édition et autres médias (notamment internet), et de mettre à la disposition des consommateurs les moyens de formation et d'éducation qui leur sont utiles ;
- présenter en tous lieux et auprès de toutes instances, et notamment en justice, les intérêts matériels et moraux des consommateurs.

### Coopération internationale du mouvement
L'UFC - Que Choisir est une association reconnue de défense de l'environnement. Indépendance, démocratie et solidarité constituent les trois piliers du fonctionnement de l'UFC - Que Choisir[réf. souhaitée].
Dans le cadre de la collaboration internationale entre mouvements consuméristes, l'UFC - Que Choisir est membre fondateur du Bureau européen des unions de consommateurs (BEUC), basé à Bruxelles, qui représente les intérêts de plus de 40 organisations de consommateurs auprès de l'ensemble des institutions communautaires. Le BEUC a déjà obtenu des mesures concrètes importantes : l'interdiction des hormones à des fins d'engraissement, l'élimination du plomb dans l'essence, la répression de la publicité mensongère, les restrictions au démarchage à domicile.
L'UFC - Que Choisir siège au conseil de l'International Consumer Research & Testing (en) (ICRT), structure de coopération en matière d'essais comparatifs entre les grandes associations de consommateurs. Elle permet de réaliser en commun des tests particulièrement lourds et chers.
L'UFC - Que Choisir est membre fondateur de Consumers International (CI), organisation mondiale de consommateurs qui se propose de développer des associations dans tous les pays du monde, en adaptant les structures à chaque région, et en faisant collaborer pays développés et pays en cours de développement.

## Historique et actions de l’association

### Un mouvement indépendant aux côtés des consommateurs
La naissance de l'UFC en 1951 est due à la volonté d'André Romieu avec l'accord de ses supérieurs du ministère des Affaires économiques.
Au début du XXIe siècle, l'UFC - Que Choisir se veut totalement indépendante des fabricants, des commerçants, des activités de services, des syndicats, des groupes de presse ou financiers, des partis politiques, du gouvernement et, plus généralement, de tout intérêt ou groupement autre que ceux des consommateurs.
Pour illustrer ses actions indépendantes, on peut citer l'appel au boycott des SMS durant une journée pour obtenir des prix moins élevés ; les actions contre la gestion des droits numériques, les frais facturés par les banques à leurs clients, la pollution intérieure ; l'opération Eau et Réconciliation 2015 ; la pétition Total dénonçant les profits des compagnies pétrolières ; l'opération Cartelmobile, la campagne de sensibilisation chercarburant.org, la campagne obesipub.org également relayée sur l'ensemble de la France métropolitaine.
L'UFC - Que choisir aurait fédéré près de 12 000 plaintes contre les ententes dans la téléphonie mobile. Le 29 novembre 2005, le Conseil de la concurrence a condamné les trois opérateurs de téléphonie mobile de l’époque (SFR, Orange et Bouygues Telecom) à une amende record de 534 millions d'euros. L'autorité a constaté une entente, entre 2000 et 2002, visant à garantir des parts de marché aux trois sociétés, dont la conséquence avait été, logiquement le maintien des tarifs des forfaits à des niveaux anormalement élevés pendant cette période. Aucune indemnisation n'ayant été attribuée aux consommateurs lésés par l'entente, l'association a mis en ligne un site internet Cartelmobile, doté d'un calculateur permettant de simuler le montant d'un préjudice.
Le 15 mars 2011, à l'occasion de la Journée mondiale des consommateurs, l'UFC - Que choisir, fêtant ses 60 ans, distribue dans toute la France des kits comprenant des fiches d'aide à la consommation.

### Résumé historique de la vie de l’association

#### Grandes dates
1951 : création de l'Union fédérale de la consommation sous forme d’un bureau d'études spécialisées. Il s’agit de la plus ancienne association de consommateurs en Europe[réf. nécessaire].
1961 : parution du premier Que Choisir mensuel, revue de tests comparatifs.
1965 : la première association locale de consommateurs s'affilie à l'UFC - Que Choisir.
Début des années 1980 : parution du premier hors-série Que Choisir Argent, revue sur la consommation.
1989 : parution du premier Que Choisir Spécial, revue sur la vie pratique.
1998 : mise en ligne du site quechoisir.org.
2005 : lancement du site cartelmobile.org, à la suite de la condamnation des trois opérateurs de téléphonie mobile par le Conseil de la concurrence.
2006 : parution du premier Que Choisir Santé.
2009: lancement de l’activité « édition » avec la publication du premier ouvrage, Tous les droits du consommateur.

#### Liste des combats notoires de l'association
1970 : la pollution des plages.
1972 : premier relevé de prix sur l'ensemble des grandes surfaces en France.
1980 : le boycott du veau aux hormones.
1986 : offensive et victoire contre les chèques payants.
1989 : les lessives sans phosphates.
1991 : vache folle : Que Choisir recommande de ne plus consommer d'abats.
1993 : le palmarès des banques.
1994 : le scandale des maisons de retraite.
1997 : la traçabilité et l'étiquetage de la viande bovine.
1998 : le scandale des factures d'eau.
1999 : les dangers de l'aluminium.
2000 : l'opposition aux chèques payants.
2001 : le sel caché dans les aliments.
2002 : dénonciation des modes de tarification des opérateurs téléphoniques.
2003 : trop de sucre dans l'alimentation.
2004 : le scandale du prix des SMS.
2005 : condamnation à l’initiative de l’association des trois opérateurs de téléphonie mobile pour entente.
2006 : opération Cartelmobile et campagne pour l’instauration d’une action de groupe.
2007 : Sécurité sociale : comment les labos creusent le trou ?
2008 : désodorisants d'intérieur : parfums toxiques.
2009 : crédits à la consommation.
2010 : tarifs bancaires, les banques abusent.
2011 : déchets ménagers : un financement absurde.
2012 : pharmacies : prix et conseils, le grand bazar !
2013 : opération Gaz moins cher ensemble.
2014 : électricité : lancement d'un comparateur d'énergie qui permet aux consommateurs d'analyser les différentes offres.
2014 : action de groupe : le jour même de l'entrée en vigueur de la loi, l'association assigne Foncia pour « service d’avis d’échéance », facturés indûment[source insuffisante].
2016 : tests de produits : substances toxiques dans les cosmétiques.
2019 : crédit bancaire immobilier toxique (Affaire Helvet Immo).
2020 : assignation en justice de vingt compagnies aériennes qui diffèrent les remboursements liés a la Covid-19.
2021 : défense devant le Conseil d'État du droit à l'énergie à un prix raisonnable.

### Achats groupés
Depuis 2014, l'association investit dans l'achat groupé d'énergie.
| Année | Nom de l'opération           | Produit           | Nombre de participants | Nombre de souscripteurs | Fournisseur sélectionné          |
| ----- | ---------------------------- | ----------------- | ---------------------- | ----------------------- | -------------------------------- |
| 2014  | Gaz moins cher ensemble      | Gaz               | 142 000                | 71 000                  | Lampiris                         |
| 2015  | Gaz moins cher ensemble      | Gaz               | 174 182                | 60 000                  | Lampiris                         |
| 2016  | Énergie moins chère ensemble | Gaz + Électricité | 271 282                | 106 784                 | Lampiris                         |
| 2017  | Énergie moins chère ensemble | Gaz + Électricité | 222 000                | 85 000                  | Eni + Happ-e by Engie + ekWateur |
| 2019  | Choisir ensemble             | Gaz + Électricité | 256 000                |                         | En cours                         |
| 2019  | Choisir son fioul            | Fioul             |                        |                         |                                  |

### Activités commerciales
« Que choisir Indemnit Air » propose, contre rémunération, des prestations d'assistance pour les réclamations liées aux retards de vol aérien.

## Médias

### Mensuel
Le magazine mensuel de l’association, de titre Que choisir, effectue une série d'enquêtes approfondies et publie mensuellement les résultats de ses tests comparatifs, tant de produits que de services : rapports qualité/prix et coût/efficacité, innocuité, consommation d'énergie, etc.
L’indépendance étant une valeur fondamentale de l’UFC - Que Choisir, ces revues sont sans publicité et ne vivent que des recettes liées aux abonnements et aux ventes au numéro (sont dénombrés 403 000 abonnés fin 2019).

### Hors-séries
En plus du mensuel, l'UFC - Que Choisir édite quatre hors-séries (Que choisir argent) et quatre numéros spéciaux (Que choisir spécial). Les hors-séries abordent d'une manière plus approfondie tous les sujets ayant trait au budget du consommateur. Quant aux numéros spéciaux, ils font le point, chaque trimestre, sur l'état du droit dans les domaines intéressant directement le consommateur.
L'UFC - Que Choisir publie également chaque mois Que choisir santé. S'appuyant sur l'expertise de praticiens indépendants (médecins, professeurs de médecine, chercheurs, pharmacologues), il aborde aussi bien le traitement des maladies graves que celui des maux du quotidien et décrypte l'actualité très riche du secteur de la santé. Son but est de répondre aux interrogations et préoccupations de chacun en matière de santé et de lui permettre de dialoguer plus efficacement avec le corps médical.

### Site web
L'association a un site web présentant un ensemble d'articles et de résultats de tests.
Une partie du site est accessible uniquement sur abonnement.

### Version pour personnes aveugles et malvoyantes
L’association Valentin-Haüy est chargée des versions de certaines des revues de l'UFC - Que Choisir en braille abrégé et par courriel, accessible par abonnement.